# Upiór w operze (film 1925)
Upiór w operze (ang. The Phantom of the Opera) – amerykański film niemy z 1925 roku, należący do klasyki filmów grozy. Film jest adaptacją powieści Gastona Leroux.

## Opis fabuły
Eryk, oszpecony geniusz muzyczny skrywa się w podziemiach Paryskiej Opery strasząc tamtejszych artystów. Pewnego wieczoru rozkapryszona diva zostaje zastąpiona przez młodą Christine. Jej pierwszy występ urzeka nie tylko publiczność, ale i samego Upiora, który zakochuje się w młodej śpiewaczce, pragnąc uczynić z niej nową gwiazdę opery. Jednak o względy Christine zabiega również wicehrabia Raoul de Chagny.

## Obsada
- Lon Chaney – Eryk, upiór w operze
- Mary Philbin – Christine Daaé
- Norman Kerry – Vicomte Raoul de Chagny
- Arthur Edmund Carewe – Ledoux
- Gibson Gowland – Simon Buquet
- John St. Polis – Comte Philippe de Chagny
- Snitz Edwards – Florine Papillon
- Mary Fabian – Carlotta
- Virginia Pearson – Carlotta/matka Carlotty

## Galeria

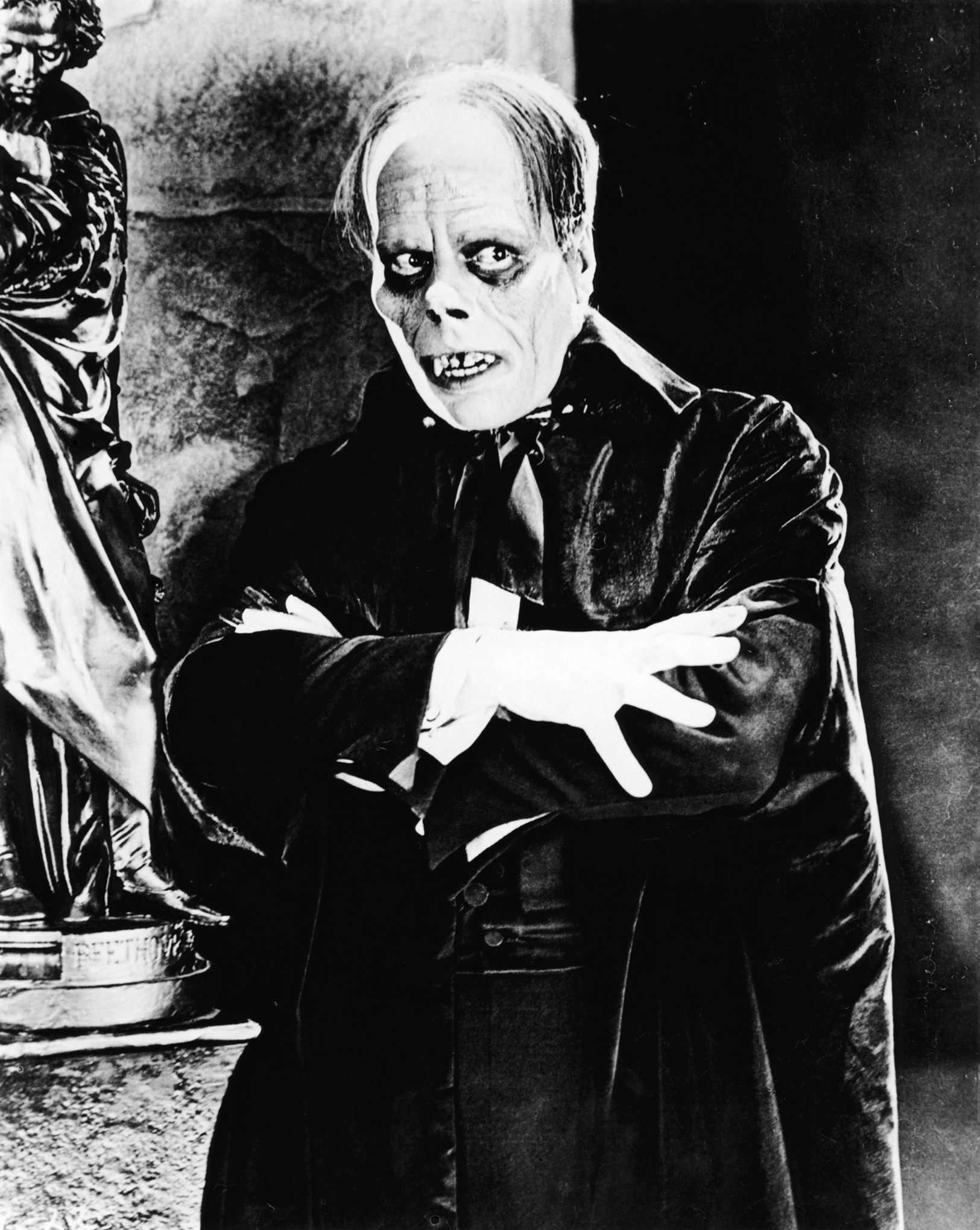
Lon Chaney jako Eryk
- Upiór w operze